# Veronica cinerea
Veronica cinerea är en grobladsväxtart som beskrevs av Pierre Edmond Boissier och Bal.. Veronica cinerea ingår i släktet veronikor, och familjen grobladsväxter. Inga underarter finns listade i Catalogue of Life.

## Bildgalleri

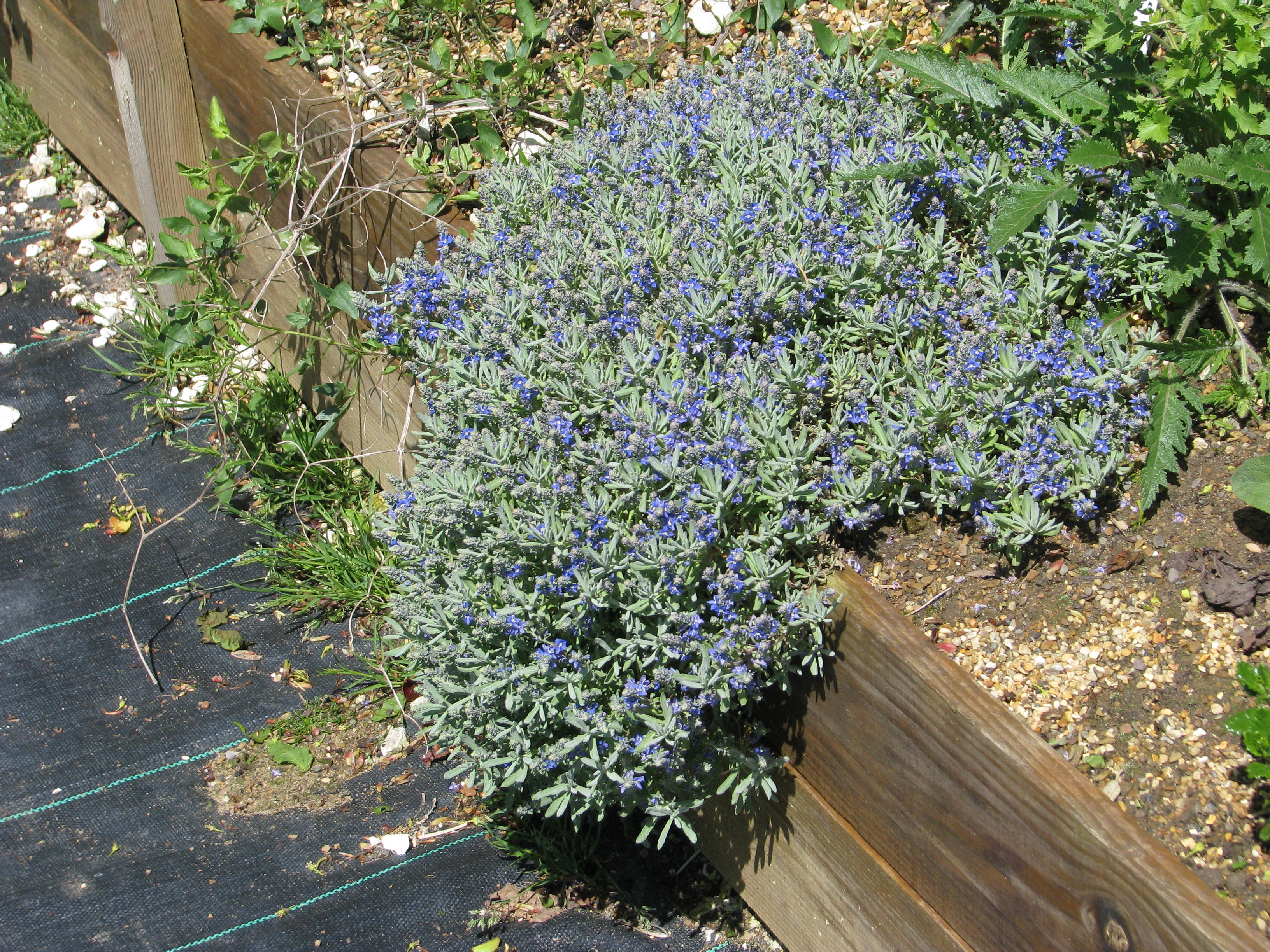